# Хуан Міранда
Хуан Міранда Гонсалес (19 січня 2000 , Оліварес, Андалусія ) — іспанський футболіст, захисник клубу «Реал Бетіс» і молодіжної збірної Іспанії. Олімпійський чемпіон 2024 року.

## Клубна кар'єра
Хуан починав свою кар'єру в академії севільського «Бетіса». У 2014 році чотирнадцятирічний Хуан приєднався до системи «Барселони». 19 серпня 2017 року він дебютував за резервну команду в матчі Сегунди з клубом «Реал Вальядолід» (2:1). У сезоні 2017/18 Міранда в складі юнацької команди «Барселони» виграв юнацьку лігу УЄФА, зігравши в тому числі і у фінальному матчі проти «Челсі» (3:0).
31 жовтня 2018 року Міранда дебютував за першу команду «Барселони», вийшовши в основному складі на гостьовий матч Кубка Іспанії з клубом «Культураль Леонеса» (1:0). 11 грудня він дебютував в Лізі чемпіонів в домашньому матчі групового етапу з англійським клубом «Тоттенгем Готспур» (1: 1) .
30 серпня 2019 року Міранда відправився в оренду на два роки в німецький клуб «Шальке 04». 15 грудня 2019 року він дебютував у Бундеслізі в домашній грі проти «Айнтрахта» (1:0), коли на 13-й хвилині вийшов замість травмованого Вестона Маккенні. 1 липня 2020 року він повернувся до «Барселони», оскільки закріпитись у німецькій команді так і не зумів і оренду було закінчено достроково.
На початку жовтня 2020 року Міранда перейшов на правах оренди до кінця сезону до рідного «Бетіса», з яким по завершенні сезону підписав повноцінний контракт.

## Кар'єра в збірній
У 2017 році Хуан у складі юнацької збірної Іспанії до 17 років поїхав на юнацький чемпіонат Європи в Хорватії. На турнірі він провів п'ять зустрічей (зустріч з турками гравець провів на лаві запасних) і став чемпіоном Європи. У тому ж році в складі юнацької збірної Міранда також взяв участь в шести матчах чемпіонату світу, де іспанці в фіналі програли англійцям.
У 2019 Міранда був включений до складу збірної Іспанії (до 19 років) на юнацький чемпіонат Європи. Хуан зіграв у всіх п'яти матчах і забив два м'ячі, а збірна Іспанії стала переможцем турніру.
30 серпня 2019 року Міранда вперше був викликаний у розташування молодіжної збірної Іспанії. Згодом з нею Міранда поїхав на молодіжний чемпіонат Європи 2021 року в Угорщині та Словенії, де в матчі-відкритті проти господарів, збірної Словенія, відзначився голом
2021 року у складі Олімпійської збірної Міранда був учасником футбольного турніру Олімпійських ігор-2020, де іспанці здобули срібні нагороди, а сам Хуан зіграв у 4 іграх.
Через ізоляцію деяких гравців національної збірної Іспанії після позитивного тесту на COVID-19 у Серхіо Бускетса, гравці молодіжної збірної Іспанії до 21 року були викликані до лав національної команди на міжнародний товариський матч проти Литви 8 червня 2021 року. Хуан Міранда зіграв у тому матчі, який закінчився перемогою іспанців 4:0, і забив гол.
26 червня 2024 року потрапив до заявки олімпійської збірної Іспанії для участі в матчах футбольного турніру на літніх Олімпійських іграх 2024 в Парижі.

## Досягнення

### Клубні
- Переможець Юнацької ліги УЄФА (1):

«Барселона»: 2017-18
- Володар Кубка Іспанії (1):

«Реал Бетіс»: 2021-22
- Володар Кубка Італії (1):

«Болонья»: 2024-25

### Збірні
- Чемпіон Європи (до 17) : 2017
- Чемпіон Європи (до 19) : 2019
- Срібний олімпійський призер (1): 2020
- Переможець Середземноморських ігор: 2018